# Elżbieta Banecka
Elżbieta Banecka (ur. 13 maja 1965 w Piotrkowie Trybunalskim) – polska artystka sztuk wizualnych, malarka, graficzka warsztatowa i projektowa, autorka instalacji, obiektów, książek artystycznych. Pedagog i animatorka sztuki, profesor Akademii Sztuk Pięknych w Warszawie.

## Życiorys
W 1991 r. zrealizowała dyplom na Wydziale Malarstwa Akademii Sztuk Pięknych w Warszawie pod kierunkiem Jana Tarasina oraz aneks z grafiki warsztatowej pod kierunkiem Rafała Strenta. Przez cztery lata studiowała także w pracowni Haliny Chrostowskiej. W latach 1994–1998 współtworzyła grupę „FS” zajmującą się performance'm, sztuką akcji i tworzeniem instalacji. Na Wydziale Grafiki ASP w Warszawie uzyskała stopnie doktora nauk plastycznych (2005) i doktora habilitowanego (2009), a w 2015 roku tytuł profesora sztuk plastycznych. Wykładała na kierunkach artystycznych wyższych uczelni w Polsce, m.in. w: Piotrkowie Trybunalskim, Lublinie i Białymstoku. Od 2009 roku pracuje w Akademii Sztuk Pięknych w Warszawie, gdzie na Wydziale Scenografii prowadzi Pracownię Rysunku i Koloru.
Laureatka ponad 60 prestiżowych nagród i wyróżnień o randze krajowej i międzynarodowej, m.in.: Brązowy Medal na Triennale Grafiki w Osace (Japonia), 1991; Grand Prix (Grafika Roku) w konkursie „Grafika Warszawska” (gdzie otrzymała łącznie ponad 40 nagród); Grand Prix na Międzynarodowym Triennale Sztuki, Majdanek 2004 (Nagroda Ministra Kultury); I Nagroda na Festiwalu Sztuk Pięknych w Warszawie, 2006; nagrody i wyróżnienia w konkursie „Najpiękniejsza Książka Roku 2006” za projekt katalogu towarzyszącego 8 Międzynarodowemu Festiwalowi Sztuki Książki „Czas”, 2007; Grand Prix w konkursie „Obsesja Papieru” za całokształt projektów dla Teatru Guliwer w Warszawie, 2010. W 2018 roku dostała nagrodę ZAIKS-u Osobowość Roku w kategorii Twórczość dla dzieci, a w 2022 - nagrodę specjalną ZAiKS-u. Współpracowała z Polskim Radiem, projektując okładki płyt m.in.: Jonasza Kofty, Andrzeja Zauchy, Perfect Symfonicznie i wielu innych. Kilkunastoletnia współpraca z Teatrem Guliwer (jest autorką logo teatru), zaowocowała licznymi projektami plakatów, katalogów i programów przedstawień teatralnych. Ma w swym dorobku projekty katalogów artystycznych i plakatów (m.in.: do spektaklu „Bóg Niżyński” Teatru Wierszalin w Supraślu; do przedstawienia „Król Lear’’ Teatru Polskiego w Warszawie). Jest autorką 59 wystaw indywidualnych w Polsce i za granicą, m.in.: w Warszawie, Poznaniu, Białymstoku, Kassel, Falun, Barcelonie, Osace, Nowym Jorku. Uczestniczka ponad 200 wystaw zbiorowych w kraju i na świecie. Kuratorka wielu wystaw, m.in.: „Graficzny Białystok”, „Kobiety w Grafice”. Prezes Fundacji Rozwoju i Promocji  Sztuk Pięknych „iki”. Zasiada w Radzie Fundacji Jonasza Kofty „Pamiętajcie o ogrodach” oraz jako wiceprzewodnicząca w Radzie Programowej Galerii Kordegarda w Warszawie. Członkini Zarządu Sekcji Artystycznej ZAIKS. W 2019 roku członkini Jury Konkursu na Projekt Wystawy w Pawilonie Polskim na Biennale Sztuki 2019 w Wenecji.
Jak pisze Magdalena Durda-Dmitruk „Elżbieta Banecka (...) łamie reguły klasycznych technik grafiki, swobodnie łącząc je z malarstwem. Ceni urodę papieru, jego strukturę i fakturę oraz możliwości przekształceń, pozostając wyczulona na kompozycję i kolor. Stosuje ograniczoną paletę barw, złożoną z szarości, brązów i czerni, z akcentami różu, karminu i ugru. Niejednokrotnie wychodzi poza dwuwymiarową płaszczyznę obrazu, chętnie posługuje się tworzywami nieartystycznymi. Za medium sztuki służą jej materiały recyklingowe, twory natury, strzępy materii o intrygującej strukturze czy inne objets trouvés. Powstają z nich wysublimowane, asamblażowe kompozycje i obiekty.”
Prace Elżbiety Baneckiej znajdują się w zbiorach Muzeum Sztuki Nowoczesnej w Osace (Japonia), BWA Arsenał w Białymstoku, Państwowego Muzeum na Majdanku w Lublinie, Mazowieckiego Centrum Kultury, Muzeum Karkonoskiego w Jeleniej Górze, Muzeum Ziemi Chełmskiej (Galeria 72), Muzeum Książki Artystycznej w Łodzi, Międzynarodowego Konkursu Graficznego „Imprint” w Warszawie oraz w kolekcjach prywatnych w Brazylii, Francji, Emiratach Arabskich, Belgii, Anglii, Austrii, Hiszpanii, Norwegii, Szwecji, Szwajcarii, Japonii, Niemczech, Finlandii, USA, Angoli, Kanadzie, Irlandii i Polsce.

## Wybrane wystawy indywidualne
- 1992 – „Sfery”, Europa-Kolleg, Kassel, Niemcy
- 1993 – „Rudymenta”, BWA, Piotrków Trybunalski
- 1995 – „Rudymenta 2”, Galeria ART, Warszawa
- 1996 – „Rudymenta 3”, galeria Denuo, Warszawa (w ramach Warszawskiego Miesiąca Malarstwa)
- 1997 – wystawa grafiki, galeria GALLE, Szczecin; „W błękicie”, Galeria Prezydenta Warszawy; wystawa grafiki, galeria Otwarte Koło w Wilanowie, Warszawa
- 1998 – wystawa grafiki, galeria Dom Sztuki, Warszawa; akcja plastyczna „W ultramarynowe” grupy FS, Dom Sztuki, Warszawa
- 1999 – „W szarości”, Galeria Test, Warszawa; wystawa grafiki, Zamek Książąt Pomorskich, Szczecin
- 2000 – wystawa grafiki, BWA, Łomża; wystawa grafiki, Galeria L.K., Varrelbusch, Niemcy
- 2001 – „Z porcelany babci Stasi i z desek wuja Zdzicha”, galeria Pod Podłogą, Lublin
- 2003 – wystawa grafiki, Galeria Wizytująca, Warszawa
- 2004 – „Nieczesane z Kyoto”, Galeria Lufcik, Warszawa; „Banecka, Pawłowski”, Galeria Wizytująca, Warszawa
- 2005 – „Nieczesane z Kyoto”, Galeria Biblioteki Uniwersytetu Zielonogórskiego, Zielona Góra; „Nieczesane z Kyoto” (wystawa doktorska), Galeria Aspekt, Wydział Grafiki ASP Warszawa; „Do trzech razy Sztuka”, Muzeum Ziemi Lubuskiej, Zielona Góra
- 2007 – „Miłość w kropki”, galeria BTL, Białystok (w ramach „Graficzny Białystok”); „Miłość w kropki 3D”, Salon Sztuki 49, Warszawa (grafika i obiekty); „Miłość w kropki”, galeria Hournan, Falun, Szwecja
- 2008 – „Miłość w kropki”, galeria TEST, Warszawa; „Haiku – technika własna”, galeria CBBM, Warszawa
- 2009 – wystawy habilitacyjne z serii „Miłość w kropki 0 i 1”, ASP Warszawa; „Miłość w kropki”, Galeria pod Arkadami, Łomża
- 2010 – wystawa projektów graficznych, plakatów, programów Teatru Guliwer z okazji przyznania nagrody Grand Prix, Teatr Guliwer, Warszawa
- 2011 – wystawa z serii „Miłość w kropki 2”, Aula ASP w Warszawie; „Haiku”, Galeria Fabryka Koronek, Warszawa
- 2012 – „Rudimentum 21” (grafika, obiekty), Galeria Test, Warszawa
- 2013 – „Miłość w kropki 1, 2 + obiekty”, wystawa poświęcona Piotrowi Łazarkiewiczowi, galeria Foyer, Białostocki Ośrodek Kultury, Białystok; „Zaczęło się w Kioto”, Galeria Sztuki Współczesnej Profil, Poznań; „Tenis”, Konsulat Generalny Polski, Nowy Jork, w ramach US Open; pokaz fragmentu „Tenis”, Emart Gallery, Nowy Jork
- 2014 – „Z Ryoanji”, Galeria Sztuki Współczesnej, Przemyśl, w ramach cyklu „Elita Grafiki Polskiej”
- 2015 – „From Ryoanji 2”, Emart Gallery, Nowy Jork; wystawa indywidualna w ramach 9. Warsztatów Kreatywnych, Górki Wielkie; „Nieczesane z Kioto”, Centrum CBOS, Warszawa; „Z Ryoanji”, Galeria 18A, Warszawa;
- 2016 – „Z Ryoanji”, Galeria Fabryka Po Godzinach, Muzeum Fabryki Manufaktura, Łódź
- 2017 – „Czas we fragmencie” (grafika i obrazy z wierszami Wiesława Komasy), Galeria 72, Muzeum Ziemi Chełmskiej, Chełm; „Tokimono”, Galeria 72, Muzeum Ziemi Chełmskiej, Chełm; „Ryoanji”; „Tokimono”, Galeria na Okrężnej, Warszawa; „Tokimono”, Muzeum Azji i Pacyfiku, Warszawa
- 2018 – z serii „Tokimono” (obrazy, obiekty), Galeria Sztuki Sceny Plastycznej KUL, Lublin; „Szeptem”, Apteka Sztuki, Warszawa; „Z Ryoanji”, Galeria NEON, ASP, Wrocław
- 2019 – wystawa indywidualna w ramach prezentacji polskich artystów „Art Market Budapest 2019”, Budapeszt
- 2020 – „Elżbieta Banecka. Kata/Kami”, Kordegarda. Galeria Narodowego Centrum Kultury, Warszawa; „Tokimono”, z serii „Salon Parametryczny +”, Galeria Salonu Akademii, Warszawa
- 2021 – „Iware-Komon”, Ośrodek Działań Artystycznych, Piotrków Trybunalski
- 2022 – „Kimono no iro”, Galeria APS, Warszawa